# Febronia de Nísibis
Febronia de Nisibis (Nísibis, 284 – 304) también conocida como Febronia de Sebapte, fue una monja de la ciudad turca de Nísibis. Fue perseguida durante el imperio de Diocleciano, quien le prometió la libertad si ella renunciaba a su fe y se casaba con su sobrino, Lysimachus. Como Febronia se negó, fue torturada, mutilada y muerta. Lysimachus fue testigo de su sufrimiento y más tarde se convirtió al cristianismo.
Febronia es uno de los 140 santos de la columnata que adornan la plaza de San Pedro. Se la conoce como una santísima virgen mártir. En la Iglesia copta ortodoxa, su fiesta es el 1 Epip que corresponde al 8 de julio en el calendario gregoriano o el 25 de junio en el calendario juliano.